# パラダイス・アンド・ランチ
『パラダイス・アンド・ランチ』（Paradise and Lunch）は、アメリカ合衆国のミュージシャン、ライ・クーダーが1974年に発表した、ソロ名義では4作目のスタジオ・アルバム。

## 解説
「ディティ・ワ・ディティ」はブラインド・ブレイクのカヴァーで、ジャズ・ピアニストのアール・ハインズとの共演という形でレコーディングされた。なお、ハインズはクーダーが1978年に発表したアルバム『ジャズ』収録曲「The Dream」にも参加している。
母国アメリカでは、『紫の峡谷』以来となる自身2度目のBillboard 200入りを果たし、最高167位を記録した。Brett Hartenbachはオールミュージックにおいて5点満点中4.5点を付け「ライ・クーダーは、世界恐慌の前に書かれた曲であろうが、先週書かれたばかりの曲であろうが、良い曲は良いということを理解している」「幅広い要素を含み、知的で、徹底的に楽しめる作品であり、『パラダイス・アンド・ランチ』はライ・クーダーの代表作であり続けている」と評している。

## 収録曲
1. タンペム・アップ・ソリッド - Tamp 'Em Up Solid (Traditional) - 3:23
2. おしゃべり屋 - Tattler (Washington Phillips, Ry Cooder, Russ Titelman) - 4:19
3. 結婚したらお終いさ - Married Man's a Fool (Willie McTell) - 3:14
4. ジーザス・オン・ザ・メインライン - Jesus on the Mainline (Traditional) - 4:10
5. イッツ・オール・オーヴァー・ナウ - It's All Over Now (Bobby Womack, Shirley Womack) - 4:53
6. メドレー（フール・フォー・ア・シガレット／フィーリン・グッド） - Medley: Fool for a Cigarette/Feelin' Good (Sidney Bailey/J. B. Lenoir, Jim Dickinson) - 4:28
7. イフ・ウォールズ・クッド・トーク - If Walls Could Talk (Bobby Miller) - 3:15
8. 恋するメキシカン - Mexican Divorce (Burt Bacharach, Bob Hilliard) - 3:57
9. ディティ・ワ・ディティ - Ditty Wah Ditty (Arthur Blake) - 5:43

## 参加ミュージシャン
- ライ・クーダー - ボーカル、ギター
- ロニー・バロン - ピアノ、オルガン
- アール・ハインズ - ピアノ(on #9)
- ラス・タイトルマン - エレクトリックベース、ボーカル
- クリス・エスリッジ - エレクトリックベース
- レッド・カレンダー（英語版） - ダブル・ベース
- ジョン・デューク - ダブル・ベース
- ミルト・ホランド - ドラムス、パーカッション
- ジム・ケルトナー - ドラムス
- プラス・ジョンソン - アルト・サクソフォーン
- ボビー・キング - ボーカル
- ジーン・マンフォード - ボーカル
- ビル・ジョンソン - ボーカル
- ジョージ・マッカーン - ボーカル
- ウォルター・クック - ボーカル
- リチャード・ジョーンズ - ボーカル
- カール・ラッセル - ボーカル
- ニック・デカロ - ストリングス・アレンジ
- ジョージ・ボハノン - ホーン・アレンジ
- オスカー・ブラッシャー - コルネット